# Faro y Febus
Faro y Febus, appelée aussi Agence Febus, est une agence de presse espagnole disparue après sa fusion avec l'agence Fabra, en 1939, au sein de l'Agence EFE.

## Histoire
L'agence de presse Faro y Febus (signifiant, en espagnol : Faro et Febus)  a été créée en 1924 par les quotidiens espagnols El Sol et La Voz sous le nom de Febus pour centraliser des informations espagnoles et les revendre à d'autres journaux. Ses locaux sont à Madrid au 8 de la calle Larra, et au sièges de ses deux actionnaires. Jusque-là, l’Agence Havas française avait le monopole de l’information étrangère, via sa filiale l'Agence de presse Fabra, qui devient en 1926 une société anonyme rachetée à Havas par un groupe de banques.
Faro y Febus a compté parmi ses journalistes José Luis Moreno (La Voz), Jaime Menéndez, qui fut le premier correspondant espagnol du New York Times, Luis Díaz Carreño (La Voz et El Sol), et Domingo Lagunilla Iñarritu, rédacteur de Claridad, le journal du syndicat UGT. Elle a eu pour directeur le journaliste Fernando Sánchez Monreal, rédacteur en chef du quotidien La Voz, qui a été assassiné au moment du soulèvement franquiste de 1936, aux alentours de la ville de Burgos.